# 0099大發財
《0099大發財》是一部以1980年代台灣地下賭博遊戲六合彩熱潮為背景的電影，呈現當時台灣眾人皆有夢的情況，夢醒皆成空，以歡樂的喜劇諷刺當時瘋六合彩的社會，勸戒觀眾千萬別賭博。
此片由龍祥影業有限公司出品，玖峰影業有限公司發行於1989年，導演方耀德，演員有張純芳、卓勝利、文英、阿匹婆、蔡頭、蔡閨、張柏舟、石英、吳敏、陳玉玫、龍劭華、李國超等人。主題曲〈不通擱簽〉由宏星特攻隊主唱、徐嘉良作曲、金圓唱片發行。